# Явстах Волович
Явстах Волович (1572 — 19 січня 1630) — державний і релігійний діяч Великого князівства Литовського, меценат і бібліофіл. Духовний референдар (1600—1615), писар (1605—1615) та віце-канцлер Литовський (1615—1618), єпископ Вільнюський (з 1616).

## Життєпис
Представник знатного роду Воловичів, герб «Богорія», син Івана та Катерини Гаславських. Мав були братів Андрія та Павла.

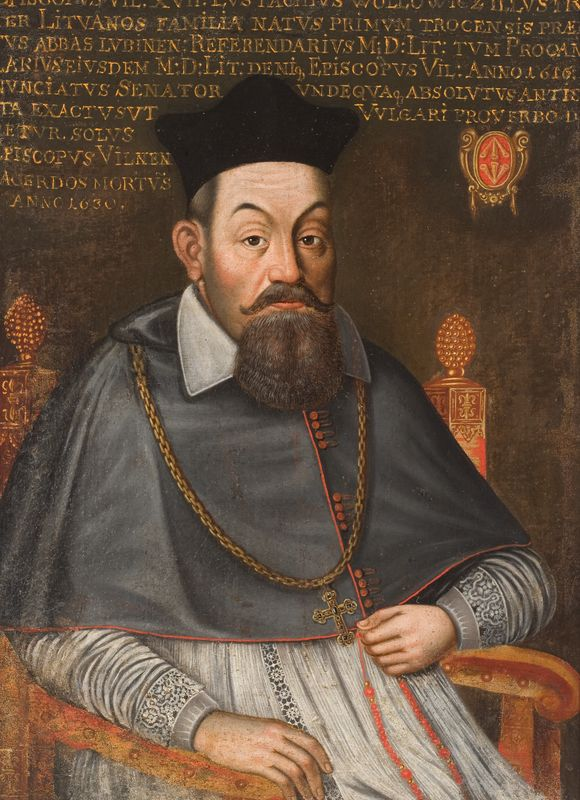
Явстах Волович. Невідомий художник, XVII ст.

Навчався у Вільнюській академії та університеті, продовжував освіту в університетах Падуї та Риму. Кусташ, канонік Вільнюса (1592), кантор (1597), пастор Троцький, єпископ Вільнюський з 18 травня 1616 року.
Через великі масштаби території Вільнюської єпархії було утворено Білоруську архієпархію, яку очолив єпископ-суфраган (намісник єпископа Вільнюського). За часів його правління в країні було збудовано 26 церков (переважно на заході сучасної Білорусі). Висвятив на священника Андрія Боболю. Входив до посольства Речі Посполитої, Папи Римського у 1595, а також до інших посольств.
Волович був щедрим покровителем. Керував реставрацією Вільнюського собору після пожежі у 1610 році.
Сприяв формуванню факультетів права та медицини у складі Вільнюської академії (університету).
Заснував лікарню святих Нікодима та Йосафата у Вільнюсі за власні кошти.
Єпископа Воловича було поховано в Королівській каплиці (каплиця Воловичів) Вільнюського собору, побудованій та прикрашеній його зусиллями.

## Бібліотека
Зібрав цінну власну бібліотеку, до якої увійшли твори гуманістів, філософсько-богословська література, географічні описи. Більшість своїх книг Волович придбав під час подорожей Європою. Багато книг із бібліотеки Воловича мають посвяти авторів і виходили у найкращих друкарнях Європи.
Волович залишив свої книги в бібліотеці Вільнюської академії; вважається, що не всі книги потрапили до університетської бібліотеки, бо Вільнюський капітул відмовився їх передати. Деякі книги із колекції єпископа Воловича зараз зберігаються в Бібліотеці Вільнюського університету, Бібліотеці Литовської академії наук та інших бібліотеках.

## Галерея

Іконографія Явстаха Воловича
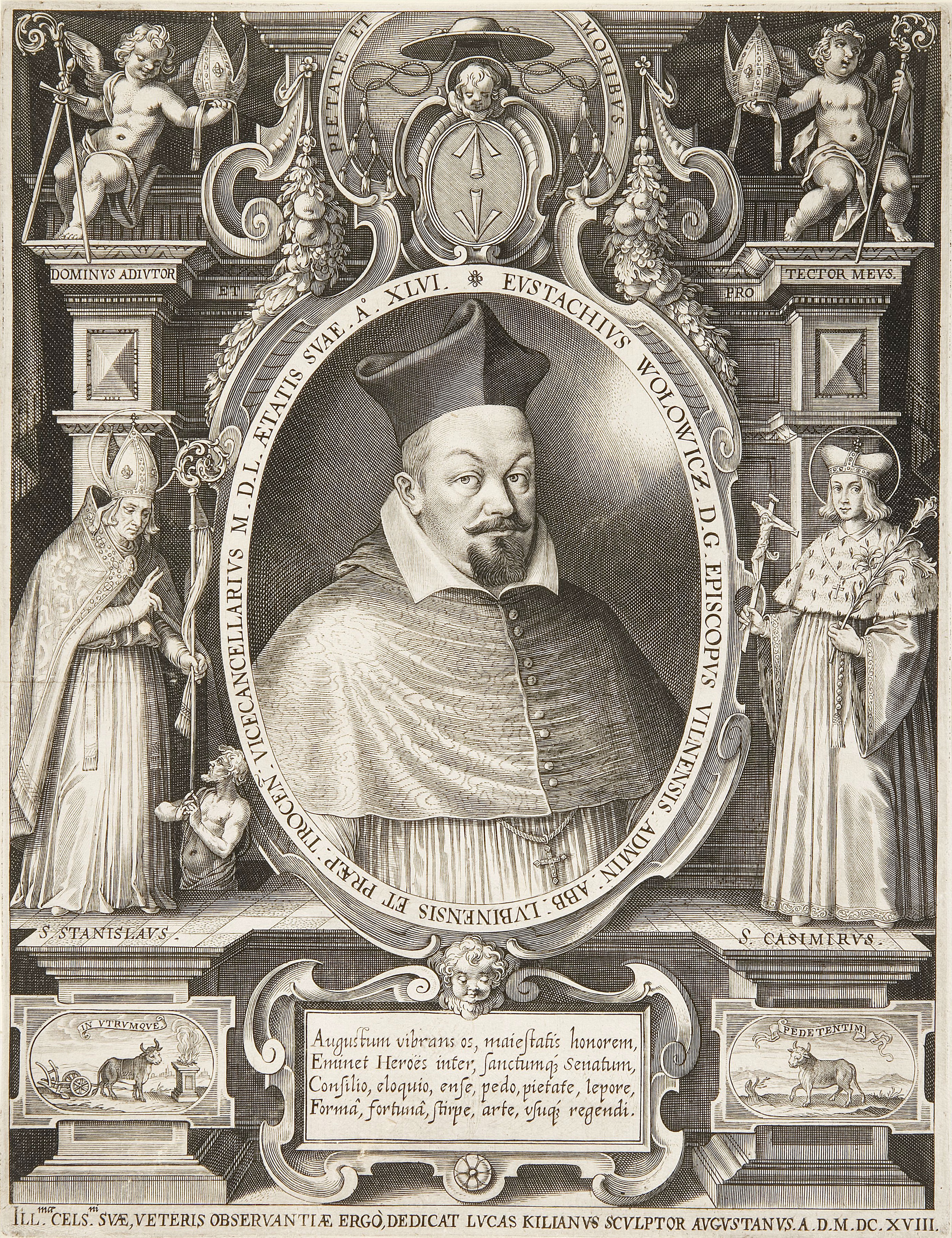
Lucas Kilian, 1618
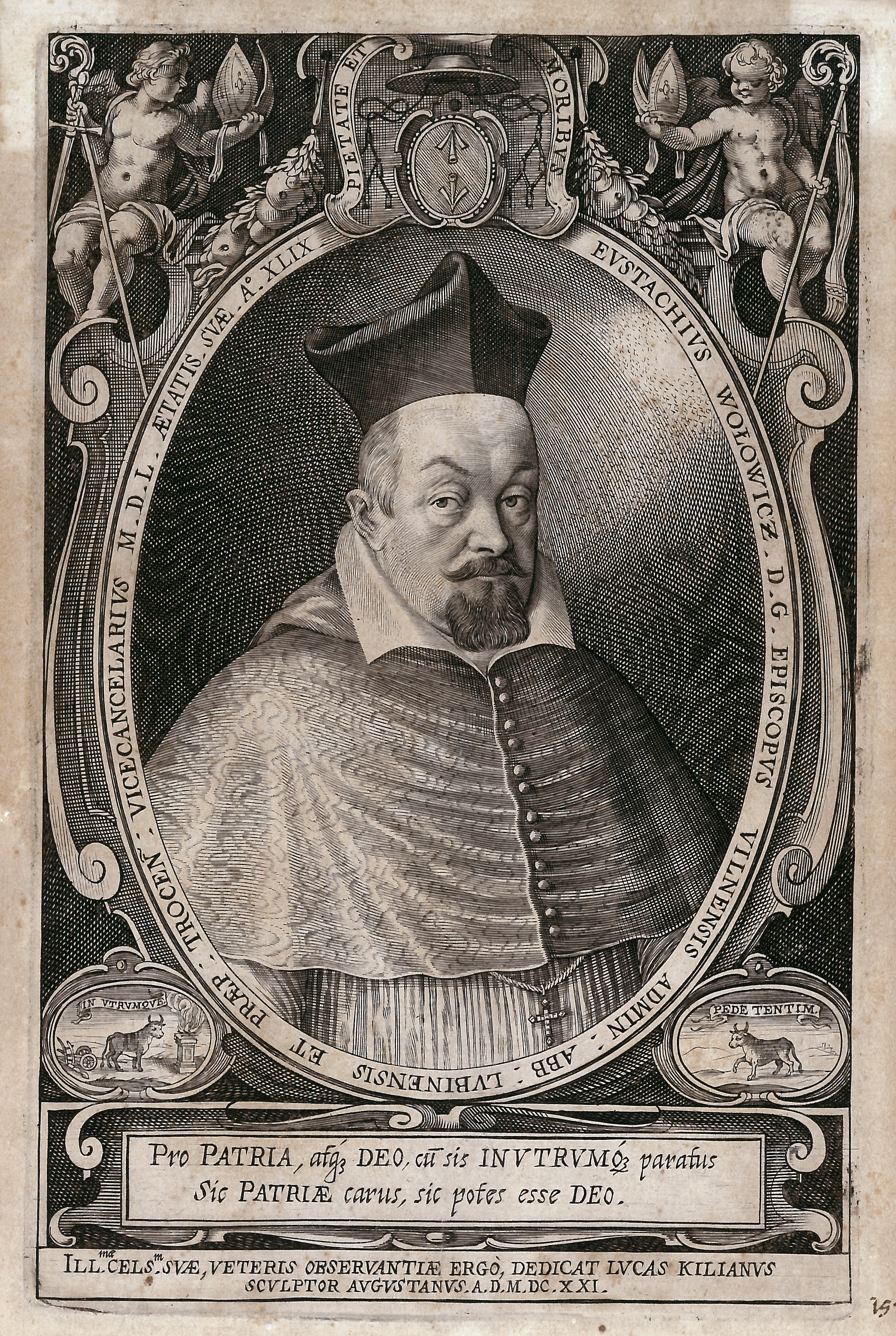
Lucas Kilian, 1621
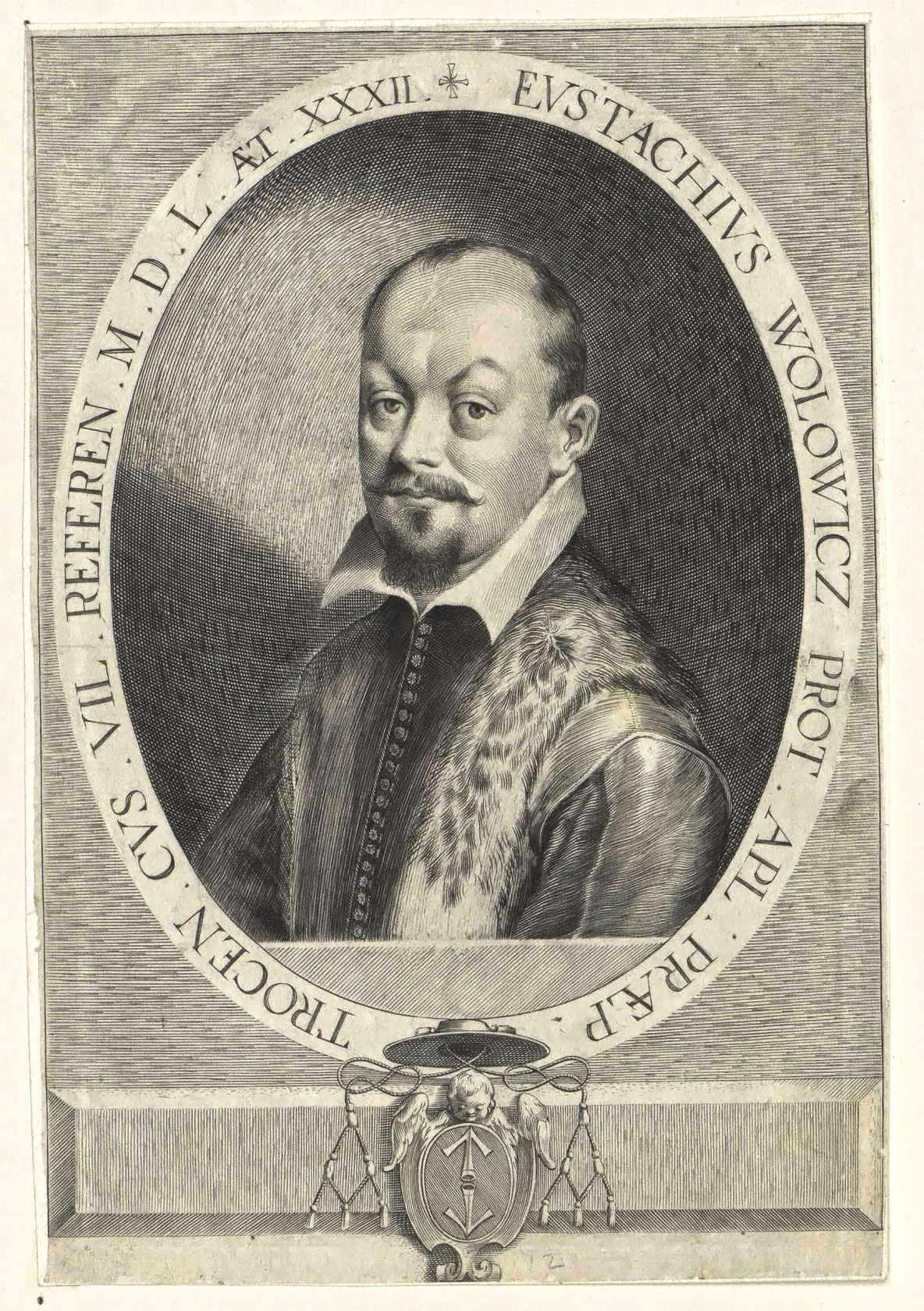
Невідомий художник, XVII ст.
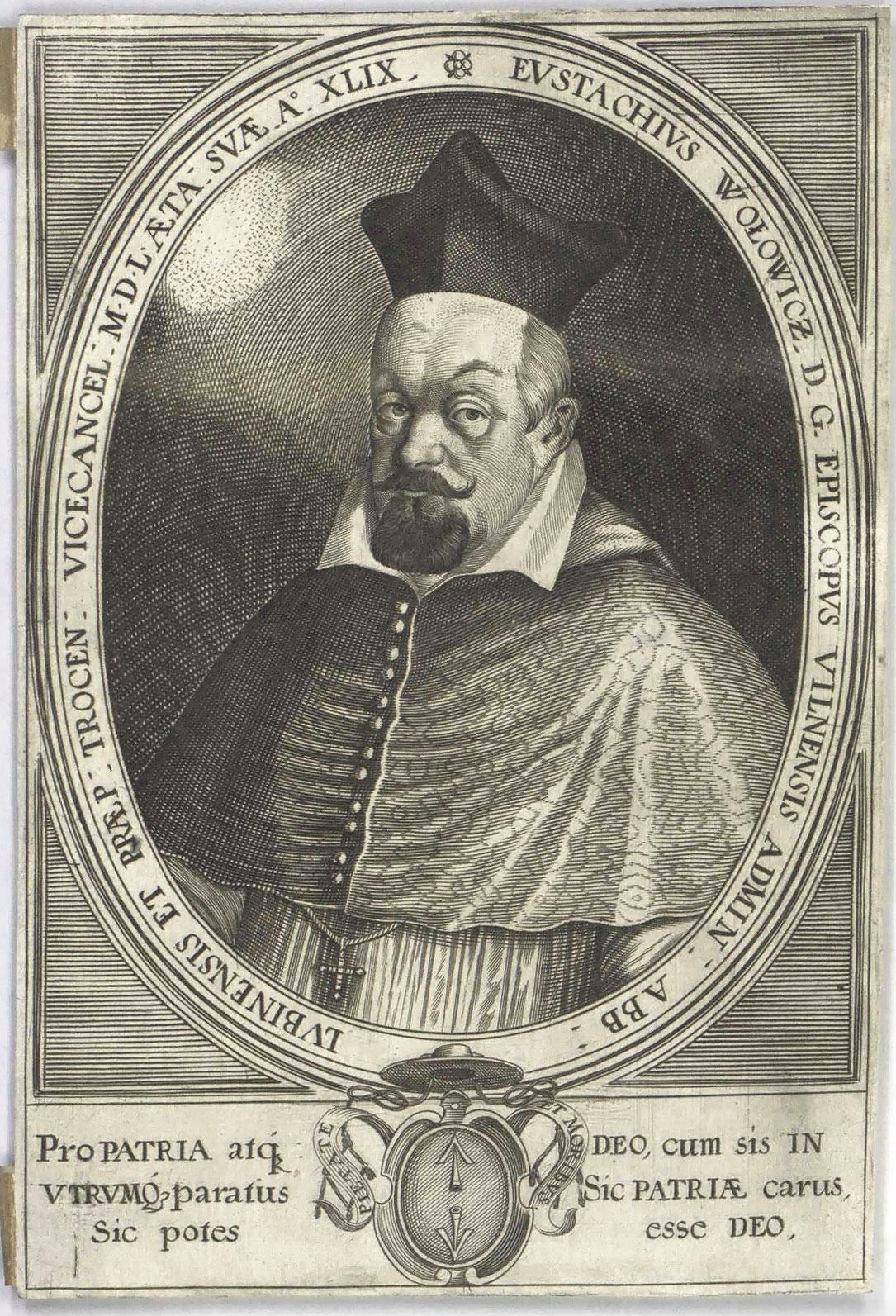
Невідомий художник, XVII—XVIII ст.